# IBM 4300
IBM 4300は、IBMが1979年から1992年の間に販売した、ミッドレンジのメインフレームコンピュータのシリーズである。

## 概要
IBM 4300はSystem/370互換のコンピュータアーキテクチャを持っていた。小型で空冷の冷却装置を備えたため、データセンタ環境が必須ではなく、オフィスなどにも設置できた。
IBM 4300シリーズは、下位より4331、4341、4361、4381 に分かれ、更に「4341 モデル1」(4341-1)のように多数のサブモデルに分かれていた。
上位の4381では、モデル1、2、11、12、13、21、22、23、90、91はシングルCPUで、モデル3、14、24、92はデュアルCPU(SMP)モデルであった。また4381-13 から、1987年発表の 4381-24までは、370/XA アーキテクチャのエントリーレベルであった（MVS/XA、VM/XAなどが稼働できた）。
IBM 4300は、それぞれの発表時点で、性能面で上位のIBM 30x0（303x/308x/3090、水冷）、下位のIBM 9370（空冷、ラックマウント）との中間の位置を占めた。なお1988年以降は、それぞれ「ES/3090」「ES/4300」「ES/9370」とブランド名称変更された（ESはエンタープライズシステムの略）。

## モデル
| モデル | 発表 | 販売終了 | 最大メモリ | 性能比        |
| ------ | ---- | -------- | ---------- | ------------- |
| 4331   | 1979 | 1981     | 8MB        | 4 × 370/115   |
| 4341   | 1979 | 1986     | 16MB       | 3.2 × 370/158 |
| 4361   | 1983 | 1987     | 12MB       | 3 × 4331      |
| 4381   | 1983 | 1992     | 64MB       | 9 × 4341      |

## 開発と製造
- IBMエンディコットで開発・製造された最初のIBM 4341はヒューズ・エアクラフト社へ納入された[1]。
- IBM 4331モデル2はドイツIBMのIBMボブリンゲンで開発、エンディコットで製造。
- IBM 4341モデル2はエンディコットの中型システム部署で開発。
- その後の開発・製造は、IBMエンディコット、英国IBMのIBMハヴァント、IBMボブリンゲン、スペインのIBMバレンシア（Valencia）、ブラジルのIBMスマレ（Sumaré）で行われた[2]。